# Zartako
Zartako ist eine spanische Hardcore- und Streetpunk-Band aus Bilbao.

## Geschichte
Zartako entstand 2002 und veröffentlichte zwei Jahre später eine vier Lieder umfassende Demoaufnahme. Dem folgten zwei Alben und das Live-Album Primero Nosotros. Für die Platte Sangre Por Sangre spielte sie eine übersetzte Version des von Social Distortion stammenden Stück Reach for the Sky ein, das bei ihnen Quemando el cielo heißt.
Die Band kooperiert u. a. mit Casual Records und Redstar73 Records. An deren Sampler United Skins (2009) war sie mit dem Stück Sangre Por Sangre beteiligt. Eine Livefassung von Sin Termino Medio fand sich außerdem auf der CD-Beilage zur 72. Ausgabe des Plastic Bomb (2010).
Zum Lied Valentudo (2009) wurde ein Musikvideo produziert. Die Gruppe tritt auch international auf, z. B. in Frankreich.
Bassist Sopli, der außerdem für die Punk-Band Obsesión Fatal spielte, wurde 2020 auch als Mitglied der Punkrock-Band RadioCrimen vorgestellt.
Zartako sind nicht mit der Skapunk-Band Zartako-K identisch.

## Stil
Stilistisch steht Zartako insbesondere dem US-amerikanischen Hardcore Punk nahe, es fließen aber auch Elemente des Streetpunk ein. Die Texte sind inhaltlich stark vom Antifaschismus geprägt.

## Diskografie
- 2004: Maketa (Demoaufnahme)
- 2005: Ohorea Eta Harrotasuna (Album)
- 2009: Sangre Por Sangre (Album)
- 2010: Primero Nosotros (Live-Album)